# Oberamt Hall

Karte der württembergischen Oberämter, Stand 1926

Das Oberamt Hall war ein Verwaltungsbezirk im Nordosten Württembergs, im Umfeld der Stadt Schwäbisch Hall (auf beigefügter Karte Nr. 20). 1934 wurde es in Kreis Hall umbenannt, 1938 um Teile der Kreise Ellwangen, Gaildorf, Gerabronn, Künzelsau und Öhringen zum Landkreis Hall (ab 1941 Landkreis Schwäbisch Hall) vergrößert. Allgemeine Informationen zu den württembergischen Oberämtern siehe Oberamt (Württemberg).

## Geschichte

Oberamt Hall, Gebietsstand 1813, mit den früheren Herrschafts- und Ämtergrenzen
Legende

1802 nahm Württemberg im Vorgriff auf den Reichsdeputationshauptschluss die Reichsstadt Hall und das Ritterstift Comburg in Besitz. Aus diesen Neuerwerbungen bildete man das Oberamt Hall sowie die Stabsämter Comburg, Rosengarten und Vellberg. 1805 erhielt Württemberg die Johanniterkommende Hall zugesprochen, im folgenden Jahr kamen mit der Rheinbundakte auch die hohenlohischen Fürstentümer sowie mehrere ritterschaftliche Besitzungen unter württembergische Hoheit. 1807/08 wurden die erwähnten Stabsämter aufgelöst und ins Oberamt Hall eingegliedert. Bis 1810 erfolgten noch einige kleinere Grenzänderungen. Nachbarn des von 1818 bis 1924 dem Jagstkreis zugeordneten Bezirks waren die württembergischen Oberämter Gaildorf, Crailsheim, Gerabronn, Künzelsau, Öhringen und Weinsberg.

### Ehemalige Herrschaften
1813, nach Abschluss der Gebietsreform, setzte sich der Bezirk aus Bestandteilen zusammen, die im Jahr 1800 zu folgenden Herrschaften gehört hatten:
- Reichsstadt Hall
Das Landgebiet war in mehrere Ämter gegliedert, welche die folgenden größeren Orte (wenn nicht anders angegeben, ganz oder mehrheitlich) umfassten.
  - Amt Rosengarten: Bibersfeld, Bubenorbis, Michelfeld, Rieden, Sanzenbach, Tullau, Uttenhofen, Westheim;
  - Amt Kocheneck: Arnsdorf, Enslingen, Übrigshausen, Obermünkheim, Wackershofen sowie Gailenkirchen, Gottwollshausen, Untermünkheim (je teilweise);
  - Amt Schlicht: Bühlerzimmern, Eltershofen, Gelbingen, Hessental (teilweise), Sulzdorf, Tüngental (teilweise), Weckrieden;
  - Amt Bühler: Eckartshausen, Geislingen, Großaltdorf, Oberschmerach, Orlach, Unteraspach, Wolpertshausen;
  - Amt Ilshofen: Ilshofen, Unterschmerach;
  - Amt Vellberg: Vellberg, Buch, Dörrenzimmern, Eschenau, Talheim, Untersontheim.

Das Amt Honhardt und ein Teil des Amts Vellberg kamen 1796 unter preußische Hoheit und nach dem Übergang an Württemberg letztlich zum Oberamt Crailsheim.
- Herzogtum Württemberg: Zum Klosteramt Murrhardt gehörte ein Teil von Westheim, zum Oberamt Weinsberg das Zollhaus zu Bubenorbis.
- Hohenlohe-Bartenstein: Maibach.
- Hohenlohe-Schillingsfürst: Gailenkirchen (teilweise), Neunkirchen und Rinnen (jeweils großteils).
- Hohenlohe-Kirchberg: Untermünkheim (teilweise).
- Ritterstift Comburg: Comburg mit Steinbach und Einkorn, Großallmerspann, Starkholzbach, Hessental (mehrheitlich), Anteile an Hagenbach, Reinsberg, Tüngental, Tullau, Wackershofen und weiteren Orten.
- Fürstpropstei Ellwangen: Hausen bei Sontheim, Anteile an Ummenhofen und Untersontheim.
- Johanniterorden, Kommende Hall-Affaltrach: Gottwollshausen (mehrheitlich), Gliemenhof, Neunkirchen (teilweise).
- Reichsritterschaft
Beim Kanton Odenwald der fränkischen Ritterschaft waren immatrikuliert:
  - Suhlburg mit Anteilen an Untermünkheim und Herdtlingshagen (Senft von Sulburg),
  - Bibersfeld (1/8, Freiherr von Gemmingen).
  - Zum Rittergut Erkenbrechtshausen (Freiherr von Seckendorf) gehörten Anteile an Oberschmerach und Rudelsdorf.

## Gemeinden

### Einwohnerzahlen 1847
Zum Oberamt Hall zählten 1847 folgende Gemeinden:
| frühere Gemeinde   | Einwohnerzahl 1847 | Einwohnerzahl 1847 | Einwohnerzahl 1847 | heutige Gemeinde |
| frühere Gemeinde   | evangel.           | kathol.            | Juden              | heutige Gemeinde |
| ------------------ | ------------------ | ------------------ | ------------------ | ---------------- |
| Hall 1             | 6783               | 53                 | 44                 | Schwäbisch Hall  |
| Bibersfeld         | 970                | 39                 | –                  | Schwäbisch Hall  |
| Bubenorbis         | 832                | 3                  | –                  | Mainhardt        |
| Eltershofen        | 352                | –                  | –                  | Schwäbisch Hall  |
| Enslingen          | 814                | 3                  | –                  | Untermünkheim    |
| Gailenkirchen      | 869                | 3                  | –                  | Schwäbisch Hall  |
| Geislingen         | 558                | 5                  | –                  | Braunsbach       |
| Gelbingen          | 398                | 3                  | –                  | Schwäbisch Hall  |
| Groß-Allmerspann 2 | 206                | 149                | –                  | Ilshofen         |
| Groß-Altdorf       | 643                | –                  | –                  | Vellberg         |
| Hessenthal         | 229                | 345                | –                  | Schwäbisch Hall  |
| Ilshofen           | 809                | 3                  | –                  | Ilshofen         |
| Michelfeld         | 1271               | 5                  | –                  | Michelfeld       |
| Orlach             | 312                | –                  | –                  | Braunsbach       |
| Rieden             | 511                | 1                  | –                  | Rosengarten      |
| Sanzenbach         | 222                | –                  | –                  | Rosengarten      |
| Steinbach          | 210                | 768                | 90                 | Schwäbisch Hall  |
| Sulzdorf           | 646                | 4                  | –                  | Schwäbisch Hall  |
| Thalheim           | 364                | 1                  | –                  | Vellberg         |
| Thüngenthal        | 355                | 183                | –                  | Schwäbisch Hall  |
| Übrigshausen       | 446                | –                  | –                  | Untermünkheim    |
| Unter-Asbach 3     | 581                | 4                  | –                  | Ilshofen         |
| Unter-Münkheim     | 631                | 1                  | –                  | Untermünkheim    |
| Unter-Sontheim 4   | 760                | 2                  | –                  | Obersontheim     |
| Uttenhofen         | 798                | 34                 | –                  | Rosengarten      |
| Vellberg           | 660                | 1                  | –                  | Vellberg         |
| Weckrieden         | 516                | 1                  | –                  | Schwäbisch Hall  |
| Westheim           | 599                | –                  | –                  | Rosengarten      |
| Wolpertshausen     | 1271               | 2                  | –                  | Wolpertshausen   |
| Summe              | 23616              | 1613               | 134                |                  |

### Änderungen im Gemeindebestand seit 1813

Gemeinden und Markungen um 1860

1819 wurden Hörlebach und Rudelsdorf von Ilshofen nach Wolpertshausen umgemeindet.
1821 wurde Großallmerspann (mit Eckartshausen) von Ilshofen getrennt und zur selbständigen Gemeinde erhoben.
1828 erlangte Talheim, bislang zu Vellberg gehörig, die Eigenständigkeit. Unteraspach wurde von Großaltdorf getrennt und zur selbständigen Gemeinde erhoben, der auch Kerleweck (zuvor bei Vellberg) zugeteilt wurde. Um 1828 wurden Brachbach und Kupfer von Untermünkheim nach Übrigshausen umgemeindet.
1843 wurde Tullau nach Uttenhofen eingemeindet.
1845 wurden Anhausen, Buch und Dörrenzimmern von Untersontheim nach Sulzdorf umgemeindet; Rappolden kam von Untersontheim zu Talheim.
1849 wurde Arnsdorf (mit Gaisdorf, Herdtlingshagen, Rückertsbronn, Schönenberg und weiteren Orten) von Enslingen getrennt und zur selbständigen Gemeinde erhoben. Im selben Jahr wurden Altenhausen, Ramsbach, Veinau und Wolpertsdorf von Weckrieden nach Tüngental umgemeindet; Bühlerzimmern kam von Weckrieden zu Geislingen.
1856 wurde Talheim wieder nach Vellberg eingemeindet.
1858 kehrten Gaisdorf und Schönenberg zur Gemeinde Enslingen zurück.
1868 wurde Matheshörlebach von Tüngental nach Sulzdorf umgemeindet.
1869 wurde Sanzenbach nach Rieden eingemeindet.
1875 wurde Eschenau (mit Merkelbach und Schneckenweiler) von Untersontheim nach Vellberg umgemeindet.
1893 wurde Oberschmerach von Unteraspach nach Eckartshausen umgemeindet.
1926 kamen die Gemeinden Ammertsweiler, Finsterrot und Mainhardt vom aufgelösten Oberamt Weinsberg zum Oberamt Hall.
1930 wurde Steinbach nach Hall eingemeindet. Im selben Jahr wurde Hilpert von Oberspeltach (Oberamt Crailsheim) nach Vellberg umgemeindet.
1933 wurde die Rösersmühle von Grab (Oberamt Backnang) nach Mainhardt umgemeindet.
1935 wurde Hagenbach von Bibersfeld nach Schwäbisch Hall umgemeindet.
1936 wurde Hessental nach Schwäbisch Hall eingemeindet.

## Amtsvorsteher
Die Oberamtmänner des Oberamts Hall von 1808 bis 1939:
- 1808–1812: Friedrich Wendelin Hummel
- 1812–1823: Eberhard Bühler
- 1823–1825: Johann Friedrich Geiger
- 1826–1835: Christian Gottlieb Martz
- 1835–1844: Georg Bernhard von Bilfinger
- 1845–1849: Emil Walther
- 1849–1883: Adolf von Daniel
- 1883–1890: Carl von Huzel
- 1890–1895: Robert Fleischhauer
- 1896–1901: Karl Albert Christoph Schüz
- 1901–1922: Otto Vogt
- 1922–1924: Franz Paradeis
- 1924–1932: Erwin Wagner
- 1933–1939: Arthur Schicker